# Zlínski kraj
Zlínski kraj pokrajina je Češke Republike na istoku povijesne regije Moravske uz granicu sa Slovačkom. Istok pokrajine pretežno je planinski (Moravsko-šleski Beskidi i Bijeli Karpati uz granicu sa Slovačkom), a na zapadu je nizina uz rijeku Moravu. Na jugu su manje gore Vsetínská hornatina, Vizovická vrchovina i Chřiby. Gotovo polovica teritorija pod nekim je oblikom zaštite prirode. Beskidi i Bijeli Karpati pod posebnom su zaštitom UNESCO-a.
Pokrajina je relativno gusto naseljena. Industrija se temelji na tvornici obuće Baťa u Zlínu. Najveći su gradovi Zlín, Kroměřiž i Vsetín.